# Безпечна глибина розробки
Безпечна глибина розробки (рос. безопасная глубина разработки, англ. safe depth for mining, нім. Sicherheitstiefe f für Bergarbeit f) — у гірництві — глибина гірничих робіт, при якій і нижче якої деформації земної поверхні в результаті підробки дорівнюють або менші допустимих для підроблюваного об'єкта. Нижче горизонту безпечної глибини гірничі роботи можуть виконуватись без застосування гірничих чи конструктивних заходів охорони споруд. Б.г.р. обчислюють в залежності від потужності пласта, який виймається при розробці, допустимих деформацій для підроблюваних об'єктів та спеціальних коефіцієнтів, котрі залежать від басейну, де здійснюється розробка корисних копалин. Б.г.р. відкладається по вертикалі від нижнього рівня об'єкта, який підлягає охороні.